# Siv Ericks
Siv Gustava Eriksson, née le 31 juillet 1918 à Oxelösund (comté de Södermanland) et morte le 3 juillet 2005 à Onsala (comté de Halland), est une actrice suédoise, connue sous le nom de scène de Siv Ericks.

## Biographie
Au cinéma, Siv Ericks contribue à une soixantaine de films suédois sortis entre 1939 et 1994, dont Une leçon d'amour d'Ingmar Bergman (1954, avec Eva Dahlbeck et Gunnar Björnstrand), Le Juge d'Alf Sjöberg (1960, avec Ingrid Thulin et Gunnar Hellström), ou encore Fanny et Alexandre (1982, avec Ewa Fröling et Jan Malmsjö), dernier film d'Ingmar Bergman.
À la télévision suédoise, entre 1958 et 1989, elle apparaît dans quelques séries et téléfilms, dont Fifi Brindacier (deux épisodes, 1969).
Au théâtre enfin, Siv Ericks joue notamment à Stockholm, principalement au Vasateatern (ex. : Le Corsaire de Marcel Achard en 1942 et Chapter II de Neil Simon en 1980).

## Filmographie partielle

### Cinéma
- 1942 : Farliga vägar d'Anders Henrikson : la servante de Green
- 1946 : Eviga länkar de Rune Carlsten : Mme Lindedahl
- 1953 : I dur och skur de Stig Olin : Gustafsson
- 1954 : Une leçon d'amour (En lektion i kärlek) d'Ingmar Bergman : une patiente de David
- 1956 : Ratataa d'Hasse Ekman : MlleLefverhielm
- 1956 : Rasmus, Pontus och Toker de Stig Olin : Gullan Persson
- 1957 : Sommarnöje sökes d'Hasse Ekman : Mlle Svensson
- 1957 : Mästerdetektiven Blomkvist lever farligt d'Olle Hellbom : Mme Lisander
- 1958 : Du är mitt äventyr de Stig Olin : Marianne
- 1960 : Le Juge (Domaren) d'Alf Sjöberg : la secrétaire
- 1960 : Kärlekens decimaler d'Hasse Ekman : Lisa Bovell
- 1964 : Blåjackor d'Arne Mattsson : Mme Plunkett
- 1964 : Äktenskapsbrottaren de Hasse Ekman
- 1964 : Svenska bilder de Tage Danielsson : Mlle Larsson
- 1971 : Lockfågeln de Torgny Wickman : Ulla Winbladh
- 1974 : Vita nejlikan (ou Den barmhärtige sybariten) de Jarl Kulle : la medium
- 1975 : Maria de Mats Arehn (sv)  : la femme chez le coiffeur
- 1982 : Fanny et Alexandre (Fanny och Alexander) d'Ingmar Bergman : Alida (maison Ekdahl)
- 1982 : Le Vol de l'aigle (Ingenjör Andrées luftfärd) de Jan Troell : Mme Assarsson

### Télévision
- 1969 : Fifi Brindacier (Pippi Långstrum), 2 épisodes (série) : l'employée du magasin de friandises
- 1985 : Examen (titre original) de Kjell Sundvall (téléfilm) : Greta

## Théâtre (sélection)
(pièces jouées au Vasateatern, sauf mention contraire)
- 1939 : Christian d'Yvan Noé : Lucette
- 1941 : Der müde Theodor (Trötte Teodor) de Max Neal et Max Ferner : Jenny
- 1942 : Le Corsaire (Kid Jackson) de Marcel Achard : Kay Morgan
- 1960 : The Marriage-Go-Round (Äktenskapskarusellen) de Leslie Stevens, mise en scène de Gustaf Molander (Blancheteatern (en)) : Content Delville
- 1968 : Black Comedy (titre original et suédois) de Peter Shaffer, mise en scène d'Hasse Ekman (Intimateatern (sv)) : Mlle Furnival
- 1976 : The Norman Conquests (Familjens Don Juan) d'Alan Ayckbourn : Sarah
- 1978 : Blithe Spirit (Min fru går igen) de Noël Coward : Mme Bradman
- 1980 : Chapter II (Vågar vi älska) de Neil Simon : Faye Medwick
- 1983 : Noises Off (Rampfeber) de Michael Frayn : Belinda Blair